# Kruisweg (Herri met de Bles)

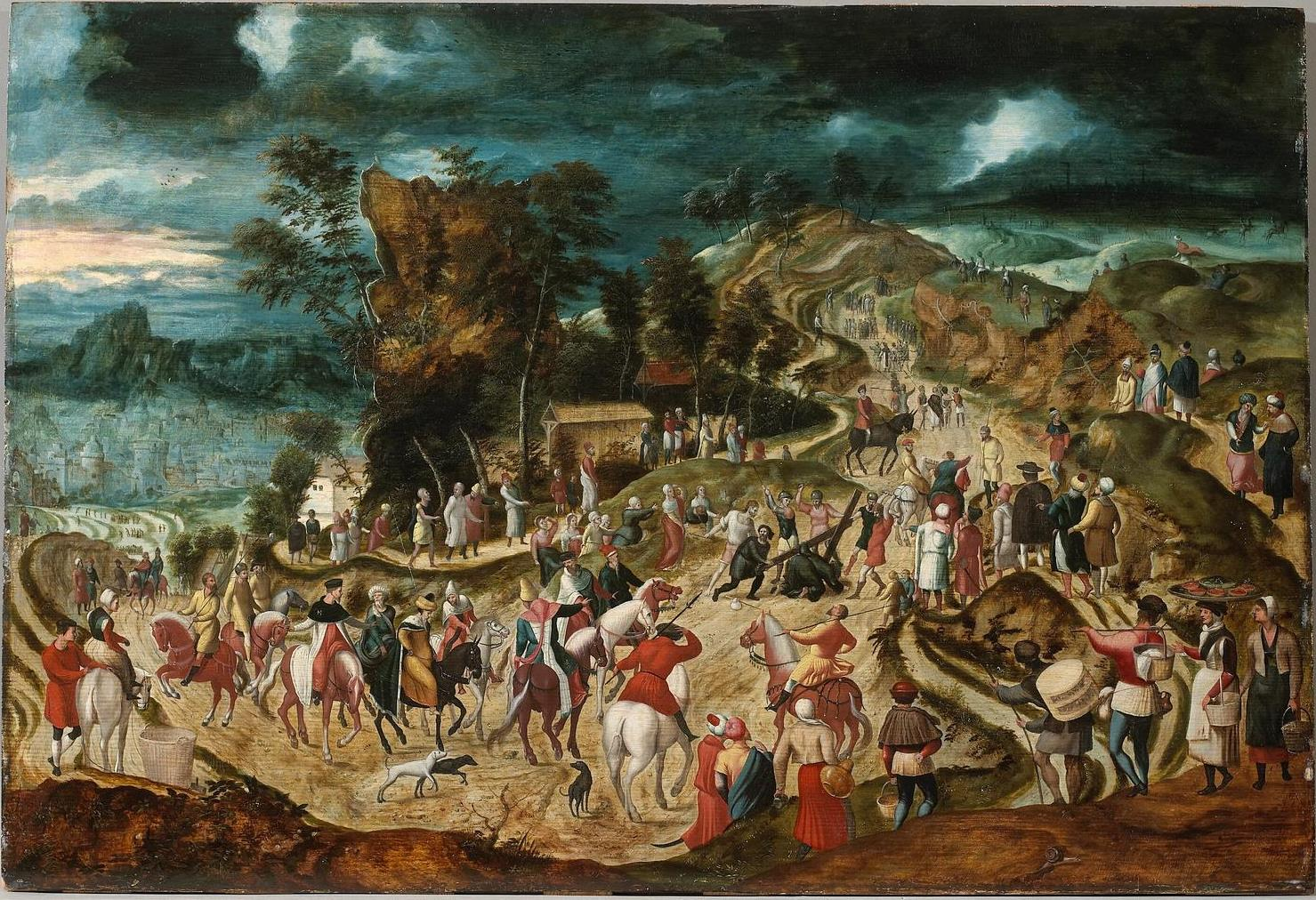
Kruisweg

Kruisweg (Frans: Chemin de Croix) is een schilderij van de Zuid-Nederlandse kunstschilder Herri met de Bles.

## Geschiedenis
Rond 1525 werd het werk door Herri met de Bles vervaardigd.
In 2007 werd het schilderij voor € 200.000 bij Galerie De Jonckheere in Parijs aangekocht door het Fonds Léon Courtin - Marcelle Bouché van de Koning Boudewijnstichting (Erfgoed). Het schilderij werd in langdurige bruikleen gegeven aan het Musée provincial des Arts anciens du Namurois.

## Beschrijving
Het schilderij beeldt de kruisweg van Christus uit, hetgeen een lievelingsonderwerp is van de schilder.  Het schilderij heeft met afmetingen van 14,5 x 69 cm ongebruikelijke afmetingen en samen met een ongewone uitvergroting van de afgebeelde personen maakt dat dit een uitzonderlijk schilderij is. In andere schilderijen van Bles zijn de personages een derde van het formaat wat ze op dit schilderij hebben.

## Allegorische lezing
Het afbeelding van Simon van Cyrene die getrouw achter Jezus loopt, kan een allegorische voorstelling zijn van de christelijke gemeenschap, die de kruisweg in zijn voetsporen meeloopt. 
Typisch voor de kruiswegen die in Antwerpen werden geschilderd rond 1530-60 is de ontmoeting tussen een groep Vlaamse boeren op weg naar de markt en de heilige processie (links en rechts in de voorgrond van het schilderij, als toeschouwers bijna). Dit kan verwijzen naar de spektakelstukken - met vele deelnemers - die op goede vrijdag werden opgevoerd. Merk ook het verband met de zgn. vrijdagmarkt die Vlaamse boeren op die dag naar de steden bracht. Zo slaagt hij er in om de twee aspecten - het profane (de boeren) en het religieuze (de kruisweg) - van elkaar te scheiden. Bij de versie van Pieter Breugel de Oude zijn beide standpunten meer met elkaar vermengd (zie zijn kruisdraging in het Kunsthistorisch Museum in Wenen, INV.1025).

## Andere versies van zijn hand
Bles maakte 18 schilderijen die de kruisweg uitbeelden.
- Landschaft mit Kreuztragung Christi, c.1530, Herri met de BLES, Tempera op eik; 57 x 72 cm in het Kunsthistorisches Museum, Gemäldegalerie, Wenen